# Chaloshi
Chaloshi è un ward dello Zambia, parte della Provincia Centrale e del distretto di Chibombo.